# 桑迪克里克 (紐約州)
桑迪克里克（英語：Sandy Creek）是一個位於美國紐約州奧斯威戈縣的鎮。

## 人口
根據2020年美國人口普查的數據，桑迪克里克的面積為120.50平方千米，當中陸地面積為109.50平方千米，而水域面積為11.00平方千米。當地共有人口3813人，而人口密度為每平方千米32人。